# Ванеса Готифреди
{{Научник
| име  = Ванеса Готифреди
| држава_смрти = 
| награде=Бернандо Усај награда
Александар фон Хумболтова стипендија
L'Oréal-UNESCO награда
| познат_по  = 
| студенти = 
| школа=Национални универзитет Салте
Римски универзитет Сапијенца
| институција  = 
| поље = 
| место_смрти = 
| слика=Vanesa Gottifredi (mincyt).jpg
| датум_смрти=
| држава_рођења=Аргентина
| место_рођења=Салта
| датум_рођења = 13. новембар 1969.
| пуно_име = 
| опис_слике=Ванеса Готифреди 2017. године
| ширина_слике =
Ванеса Готифреди (Салта, 13. новембар 1969) аргентинска је хемичарка и биолог.
Ради као један од главних истраживач на Програму научних и технолошких истраживања на Националном савету научних и технолошких истраживања (шп. Consejo Nacional de Investigaciones Científicas y Técnicas, скраћено CONICET). Такође је и шеф лабораторије за ћелијске циклусе и геномску стабилност у оквиру Лелуар института. Њена специјализација су механизми одговора ћелија тумора на хемотерапију и рад у тој области је награђен од стране Александар фон Хумболт фондације и наградом L'Oréal-UNESCO за изванредне доприносе жена у науци.

## Образовање
Ванеса Готифреди је дипломирала хемију 1992. године на Националном универзитету Салте. Након тога, сели се у Италију, где наставља студије на Римском универзитету Сапијенца, где је докторирала биологију човека 1998. године. Касније је продужила постдокторске студије у биологији ћелије и канцера на Универзитету Колумбија у САД.